# Dai Xiaoxiang
Dai Xiaoxiang (chiń. 戴小祥; pinyin Dài Xiăoxiáng; ur. 15 grudnia 1990) – chiński łucznik, brązowy medalista olimpijski indywidualnie (2012), srebrny medalista igrzysk azjatyckich drużynowo (2010). Startował w konkurencji łuków klasycznych.